# Eric von Rettig
Eric Walter von Rettig, född 26 januari 1867 i Gävle, död 20 juli 1937 i Helsingfors, var en finländsk jordbrukare och politiker.
Rettig var på 1890-talet förvaltare på några gårdar i Åbotrakten, och verkade sedan som trädgårdsodlare i Lojo och Malm. Från 1909 var han verkställande direktör för kolonisationsbolaget AB Svenska småbruk och egna hem i Helsingfors. 
I början av 1900-talet representerade han sin ätt vid lantdagen, och var engagerad i det kommunala livet i Pikis, Pemar och Helsinge och satt även i enkammarlantdagen 1917–1918. Han representerade en liberal linje och engagerade sig starkt för de svensktalande jordbehövandes sak. 1917 valdes han till ordförande för Svenska folkpartiet. Han förde sitt parti genom de oroliga åren på 1920- och 1930-talen och bidrog till att utjämna interna motsättningar.

## Familj
Eric von Rettig var son till den finländske tobaksfabrikanten och kommerserådet Fredric von Rettig (1843–1914) och dennes hustru Maria Sofia von Horn (1841–1896). Bland hans syskon märks äldre brodern Henning von Rettig (1866–1924), som övertog och fortsatte faderns affärsverksamhet. Från 1889 var Eric von Rettig gift med Hildur Lindberg (1867–1903), och efter hustruns död från 1912 med Nanna Wilhelmina Ahlström (1879–1919). Han hade tre barn i första och två i andra äktenskapet.
Dottern Maragreta (1913–1998), gift med journalisten och politikern Torsten Aminoff var också politiskt aktiv i Svenska folkpartiet.